# مستشفى تعليمي

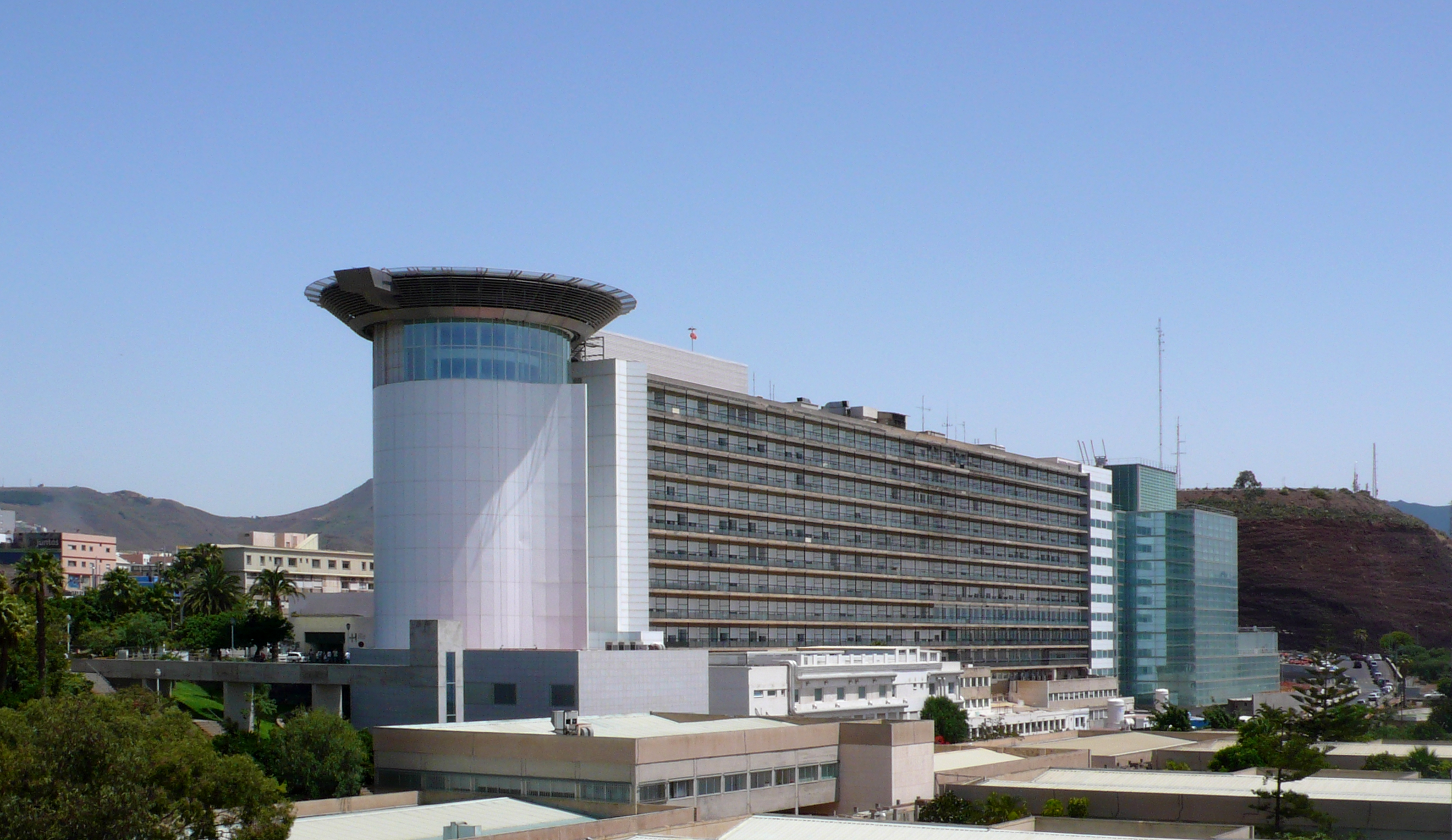

المستشفى التعليمي هو مشفى أو مركز طبي يوفر التعليم الطبي والتدريب للممارسين الصحيين الحاليين والمستقبليين. غالبًا ما ترتبط المستشفيات التعليمية بكليات الطب وتعمل بشكل وثيق مع طلاب الطب طوال فترة تسجيلهم في الجامعة، وخاصة خلال سنوات التدريب.في معظم الحالات، تقدم المستشفيات التعليمية أيضًا التعليم الطبي للدراسات العليا/برامج إقامة الأطباء، حيث يتدرب خريجو كلية الطب تحت إشراف (حضور) الطبيب للمساعدة في تنسيق الرعاية.
بالإضافة إلى توفير التعليم الطبي لطلاب الطب والأطباء المقيمين، العديد من المستشفيات التعليمية هي أيضا بمثابة معاهد بحوث على الرغم من أنها ليست بالضرورة جزءاً من المراكز الطبية الأكاديمية الجامعية.

## المنشأ
على الرغم من أنه من المعروف أن مؤسسات رعاية المرضى كانت موجودة في وقت مبكر من التاريخ، فإن أول مستشفى تعليمي، حيث كان الطلاب مخولين بممارسة منهجية على المرضى تحت إشراف الأطباء كجزء من تعليمهم، كانت أكاديمية جونديسابور في الإمبراطورية الفارسية خلال العصر الساساني.

## تاريخها فيالولايات المتحدة
تأسس أول مستشفى تعليمي في الولايات المتحدة في كلية فيلادلفيا (الآن جامعة بنسلفانيا) في عام 1765. تبع ذلك كلية كينجز في نيويورك عام 1768، وجامعة هارفارد عام 1783، وكلية دارتموث عام 1798، وجامعة ييل في 1810 لبدء تاريخ المستشفيات التعليمية المرموقة التابعة للجامعة في أمريكا.

### التدريس السريري 1800-1900
بين 1810-1910 تم افتتاح ما يقرب من 400 كلية طبية، ولكن لم يتم ربط أي منها بالمستشفيات المحلية. ومع ذلك، كان العديد منهم أدنى من تلك التي أنشأتها جامعة بنسلفانيا في عام 1874 ومستشفى ليكسايد في كليفلاند في عام 1898. ويرجع ذلك جزئيًا إلى نشر تقرير فلكسنر الذي كشف عن نقاط الضعف في نظام الولايات المتحدة الحالي للتعليم السريري. من بين 400 كلية طبية أنشئت، لم يكن لدى معظمها السيطرة على مرافق المستشفيات، مثل العنابر التي تستخدم في التدريس والبحث. نتيجة لذلك، لم تتمكن هذه المؤسسات من التكيف في المناهج السريرية للتعلم عن طريق الممارسة، وهو ما يدعمه تقرير فلكسنر باعتباره أكثر الطرق فعالية للتعليم السريري. بالإضافة إلى ذلك، كلفت العديد من الولايات جميع الأطباء بالحصول على ترخيص من الولاية للممارسة. بحلول عام 1895، كانت كل ولاية ملزمة بإنشاء مجلس من الفاحصين الطبيين لتصميم وإدارة اختبارات الدولة الموحدة في مجموعة من الموضوعات من تلك التي تتخصص بشكل أساسي في الطب إلى علم الأمراض والصيدلة. أدى إدخال امتحانات الدولة إلى تقليل عدد طلاب الطب الممارسين. أدت المتطلبات المتزايدة لكليات الطب والممارسين المستقبليين إلى الإغلاق الفوري للعديد من كليات الطب في الولايات المتحدة.
ينما أدت الأحكام المذكورة أعلاه إلى إغلاق العديد من الجامعات، لكنها أيضًا أدت إلى زيادة جودة التدريس في الكليات الطبية المتاحة.

### صعود المستشفيات التعليمية في الولايات المتحدة في القرن العشرين
قبل بداية القرن العشرين، كان يوجد عدد قليل جدًا من المستشفيات التعليمية الجامعية داخل الولايات المتحدة. لكن تلك التي كانت موجودة بالفعل، لم تحظ بالدعم والثقة الشعبية. بعد نشر تقرير فلكسنر في عام 1910، نقحت التعليمات السريرية، مما أدى إلى تطوير المستشفيات التعليمية في جميع أنحاء الولايات المتحدة، حيث تم إنشاء العديد منها بهدف إشراك طلاب الطب في الممارسة السريرية، وتحسين رعاية المرضى وخدماتهم، وتوسيع التأثير المحلي والعالمي للمؤسسات الطبية من خلال التعليم والبحث الطبي.
وكافحت العديد من كليات الطب من أجل الاستمرار نتيجة للمبادئ التوجيهية الصارمة على نحو متزايد الصادرة عن الجمعية الطبية الأميركية والتي تقضي بأن تضمن كليات الطب السيطرة على مستشفى كبير. في عام 1913، على سبيل المثال، هبطت كلية الطب في جامعة دريك من أعلى صف من كليات الطب حيث لاحظت الرابطة أنها لم تكن مرتبطة بقوة بمستشفى محلي كبير. ومع ذلك، كانت الجامعة تفتقر إلى 000 000 3 دولار لبناء «من الدرجة الأولى» وبالتالي نظرت في دمج مدارسها مع جامعة ولاية آيوا
وبحلول عام 1921، كانت كل كلية طبية متبقية تابعة لمستشفى إما كمالك أو شريك. ومع قيام عدد أكبر من الجامعات والمستشفيات المحلية بإنشاء فروع، طرأت تحسينات على رعاية المرضى مع تزايد عدد الأطباء المتاحين لمراقبة المرضى وعلاجهم. وبالنسبة للمرضى المصابين بأمراض حادة، كانت المستشفيات التعليمية تقدما كبيرا حيث كان هناك دائما موظف طبي متخصص في مراقبة حالات الطوارئ ومعالجتها. ومع ازدياد عدد المهنيين الطبيين العاملين، كان هناك أيضا تحسن واضح في الدقة والعناية بتشخيص المرضى. وقد أتاح ذلك للمهنيين الطبيين فهماً أكبر للظروف القائمة والجديدة التي أسهمت في العلاجات والعلاجات الفعالة.
بالإضافة إلى ذلك، فإن انتقال البلاد إلى طبيعة أكثر علمية للمعرفة والممارسة الطبية والتقدم العلمي الملحوظ في أوائل القرن التاسع عشر جعل الممارسين والطلاب مهرة في مجالات تتراوح من الكيمياء إلى علم المناعة. هذه المعرفة الأكبر في العلوم والتكنولوجيا لم تكن قيمة فقط لممارستهم السريرية، ولكنها ساعدت أيضا علماء الطب على اكتساب المزيد من الاحترام في أعين الجمهور.
وعلاوة على ذلك، تحسنت نوعية رعاية المرضى حيث سنت الجمعية الطبية الأمريكية مبادئ توجيهية أكثر صرامة لقبول طلاب الطب. وتضمن شروط الدخول الأعلى أن يكون جميع المرشحين لكليات الطب أكثر ذكاء وأطيب خلقا من الفصول السابقة لطلاب الطب المقبولين. على سبيل المثال، استفاد مستشفى بيتر بينت بريغهام من انتسابه إلى كلية الطب بجامعة هارفارد حيث انضم العلماء المشاهير والتر كانون، عضو مجلس وليام، وأوتو فولين إلى طاقمهم الطبي.
كما أتاح إنشاء مستشفيات تعليمية فرصة أكبر للبحث العلمي داخل المستشفى نفسه. ونتيجة لوجهة النظر الشعبية القائلة بأن المستشفى يتحمل مسؤولية تعزيز البحوث، ازدادت الحاجة إلى النقابات بين الجامعات والمستشفيات. وكان الدافع وراء العديد من الجامعات هو مواصلة البحوث الطبية لجلب الاعتراف العالمي لجامعاتها.
كما أن هذه الانتماءات مفيدة اقتصادياً لأن المستشفيات تعمل كمرافق تعليمية لطلاب الطب والتي لولا ذلك لن تكون متاحة لهم. وبالمثل، وفرت كليات الطب موظفين متخصصين في تجهيز وصيانة مختبرات المستشفيات. وفي حالة جامعة واشنطن في سانت لويس، زودت كلية الطب في الجامعة مستشفى الأطفال وبارنز المشترك بمختبرات، ورواتب للأطباء، وحتى محطة طاقة تخدم المجمع الطبي بأكمله.
ومع تقدم العشرينات، فإن السيطرة المستمرة للسياسيين المحليين على ممارسات التدريس جعلت من الصعب توحيد المناهج السريرية في جميع أنحاء البلاد. واختلفت هذه المدارس حول قضايا مثل عدد الطلاب الذين يمارسون كل يوم، وفي أي سنة ينبغي أن يكون للطلاب في تعليمهم خبرات سريرية، وحتى ما هي الساعات التي ينبغي أن يتواجد فيها هؤلاء الطلاب في العنابر - على الرغم من أنه كان من الغريب رؤية طالب في هذه العنابر خلال المناوبات الليلية. وبحلول الخمسينات، بدأ معظم طلاب الطب أنفسهم في وصف مسؤولياتهم بأنها «متواضعة».

## التنظيم العام والهيكل
ارتفعت نسبة انتشار المستشفيات التعليمية في الولايات المتحدة بداية من أوائل القرن 19 وهي تشبه إلى حد كبير تلك التي أنشأتها جامعة جونز هوبكنز وجامعة بنسلفانيا ومستشفى ليكسايد في كليفلاند. والمستشفيات التي حذت حذو هذه الجامعات كانت كلها كبيرة جدا ومتطورة تكنولوجيا وتهدف إلى إحداث تأثير عالمي من خلال رعاية المرضى والبحث العلمي على حد سواء. وبالإضافة إلى ذلك، كان لهذه المستشفيات قواعد كبيرة للمرضى، وموارد مالية وفيرة، وأطباء ومستشارين وموظفين مشهورين.وتميل العديد من كليات الطب التي يحتمل ارتباطها بمستشفى قريب إلى أن تكون مؤسسات خاصة تتلقى دعماً خيرياً.

### التسلسل الهرمي
في التصميم الأولي للمستشفى التعليمي، مُنحت الجامعات استقلالاً ذاتياً لتعيين موظفين طبيين بالمستشفى، كما وافق أمناء المستشفى على استخدام الأطباء وطلبة الطب لمستشفاهم في العمل السريري والعلمي على حد سواء. وفي إطار نفس النموذج، تم إعطاء الطلاب مسؤوليات أصغر بما في ذلك تغيير الضمادات، وأخذ عينات من الدم، وتحليل العينات، ومعالجة القسطرة، وعلاج المرضى الذين يعانون من إصابات طفيفة.
ولما كانت المستشفيات التعليمية بمثابة مواقع لمواصلة التعليم الطبي، فإنها تتألف من مستويات عديدة من الأطباء/الأطباء في التدريب. أول هذه هي إكمال التدريب. وفي بعض الأحيان، يشار إليها باسم المقيمين في السنة الأولى، يكون المتدربون أطباء يكملون السنة الأولى من التدريب بعد تخرجهم من كلية الطب. وتستكمل هذه المرحلة تحت إشراف كامل، كما هو الحال قبل الحصول على الترخيص. المرحلة التالية هي الإقامة. يمكن أن تكون الإقامة في أي مكان بين أربع إلى ثماني سنوات عملية، اعتمادا على المستشفى. ويستكمل المقيم ما لا يقل عن ثلاث سنوات من التدريب العملي الخاضع للإشراف في غضون هذه السنوات بوصفه انتقالا إلى رعاية المرضى غير الخاضعة للإشراف.يحتوي مستوى الإقامة أيضًا على مستويات فرعية، هي مقيم مبتدئ ومقيم قديم ومقيم رئيسي. بعد ذلك، ينتقل بعض الأطباء إلى الزمالة، حيث يعلنون عن التركيز في نوع معين من الطب ويعملون مباشرة تحت إشراف الأطباء المعالجين. الأطباء المعالجون هم المسؤولون عن اتخاذ معظم قرارات رعاية المرضى المباشرة في المستشفى، والمسؤول عنهم هو رئيس القسم، وهؤلاء كلهم دون المشرف على جميع الموظفين: المدير الطبي. وهو مسؤول عن السياسات والممارسات، وإبقاء كل الآخرين تحت السيطرة.
يوجد هذا التسلسل الهرمي في كل قسم من أقسام المستشفى، والتي تنقسم إلى تخصصات واسعة، وكلها لها تخصص محدد، بدأ هيكل هذه التخصصات مع مستشفى جونز هوبكنز في عام 1888 وإنشاء كلية جونز هوبكنز للطب، حيث كانت الأقسام الأربعة الأولى هي الطب والجراحة وعلم الأمراض وأمراض النساء.

### التمويل والموارد
في حين أن بعض التمويل يأتي من برنامج ميديكيد لعملية التعليم الطبي العالي، يجب على المستشفيات التعليمية النظر في الدفع للمقيمين والزملاء ضمن ميزانياتها. وتختلف هذه التكاليف الإضافية بين المستشفيات على أساس التمويل من قبل ميديكيد وراتبها العام للمقيمين والزملاء. وعلى الرغم من هذه التكاليف، فإن أسعار الإجراءات التي ترتفع مقارنة بمعظم المستشفيات غير التعليمية، غالباً ما تبرر من قبل المستشفيات التعليمية بالتباهي بأن جودة الرعاية ترتفع فوق المستشفيات غير التعليمية، أو ضمان أن المريض يحسن طب المستقبل من خلال إجراء إجراءاته مع المتدربين الطبيين الحاضرين.

## العلاج والخدمات
نظرًا لتوجهها نحو توفير التعليم السريري العملي لطلاب الطب وطلاب الإقامة، تستخدم المستشفيات التعليمية العديد من الأطباء من أجل علاج مريض واحد. في زيارة واحدة فقط، يمكن ملاحظة المريض ومراقبته من قبل طلاب الطب والمقيمين بالمستشفى والطبيب الأساسي أو القائم بالرعاية. إن وجود فريق كبير من الأطباء يرعون مريض واحد هو محور النقاش حول المستشفيات التعليمية. يعارض بعض المرضى بشدة أن يتم ملاحظة العديد من مقدمي الرعاية في وقت واحد بينما يفضل البعض الآخر مشاركة العديد من الأفراد في رعايتهم.
تشتهر المستشفيات التعليمية بعلاج الأمراض النادرة وكذلك المرضى الذين يعانون من أمراض بالغة، ولكن يجب أن تفعل العديد من العلاجات الشائعة الإضافية من أجل الحفاظ على الدخل. وغالباً ما يكون مقدار التمويل هو الذي يحدد نوعية الرعاية المتصورة للمستشفى التعليمي. وبما أن البيانات المستخدمة لمقارنة نوعية الرعاية هي أساساً قائمة على الملاحظة، فمن المستحيل تقريباً مقارنة نوعية الرعاية بين المستشفيات التعليمية والمستشفيات غير التعليمية.

## في الثقافة
اكتسبت المستشفيات التعليمية سمعة سيئة في صعود النوع الأمريكي من «الدراما الطبية» التلفزيون. ومن المعروف أنها تمجد واقع المستشفيات التعليمية، باستخدام النداءات المجتمعية من أجل إضافة درامية. ويقال إن الأعمال الطبية الدرامية التي تجري في المستشفيات التعليمية غير دقيقة طبياً، ومبسطة، ومبالغ فيها، ولكنها تنجح في القبض على تفاني الأطباء والمتدربين.
بعض الأمثلة الشائعة عن الأعمال الدرامية الطبية التي تحدث في المستشفيات التعليمية هي الطبيب الجيد وجريس أناتومي و «اس تي الس وير» وشيكاغو هوب و«أي ار» وسكرابز وهاوس.